# 小鲁伊
小鲁伊（法語：Rouy-le-Petit，法語發音：[ʁwi lə pəti]）是法国上法蘭西大區索姆省的一个市镇，与大鲁伊相邻，属于佩罗讷区。

## 地理
小鲁伊（49°46'23"N, 2°56'56"E）面积3.27 平方千米，位于法国上法蘭西大區索姆省，该省份为法国北部沿海省份，北起加来海峡省和北部省，西接滨海塞纳省和大西洋英吉利海峡，南至瓦兹省，东临埃纳省。
与小鲁伊接壤的市镇（或旧市镇、城区）包括：大鲁伊、翁布勒、朗格瓦桑-基克里、内勒、瓦耶讷。
小鲁伊的时区为UTC+01:00、UTC+02:00（夏令时）。

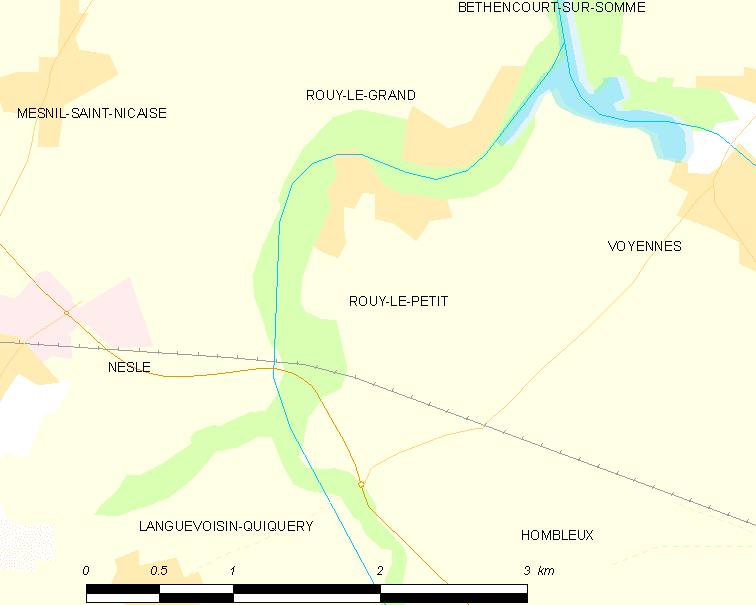
小鲁伊的OSM定位图

## 行政
小鲁伊的邮政编码为80190，INSEE市镇编码为80684。

## 政治
小鲁伊所属的省级选区为阿姆县。

## 人口

1962-2008年间小鲁伊人口变化图示

小鲁伊于2022年1月1日时的人口数量为103人。